# Плотникова-Анджигатова, Клавдия Захаровна
Кла́вдия Заха́ровна Пло́тникова-Анджига́това (ок. 1893—1989) — последний носитель камасинского языка (и, в качестве таковой, — какого-либо из саянских самодийских языков). Жительница деревни Абалаково Саянского района Красноярского края, отец — Захар Перов, русский, мать — камасинка Афанасия Анджигатова. 
В 1914 г. Плотникова-Анджигатова встречалась с Каем Доннером (она со своими родителями — № 14 в его списке абалакинских камасинцев); следующая экспедиция под руководством А. К. Матвеева прибыла в Абалаково только в 1963 г., — к тому времени Клавдия Захаровна уже 20 лет ни с кем не разговаривала на камасинском языке, однако в процессе работы с экспедицией постепенно восстановила свои знания. В 1963 г. в возрасте 70 лет была ещё очень бодра, делала работу по дому, сама косила и свободно проходила пешком 25 км до районного центра Агинское. Следующая и последняя экспедиция в 1964 г. под руководством Аго Кюннапа собрала значительный материал, включая записанные на магнитофонную ленту камасинские тексты.

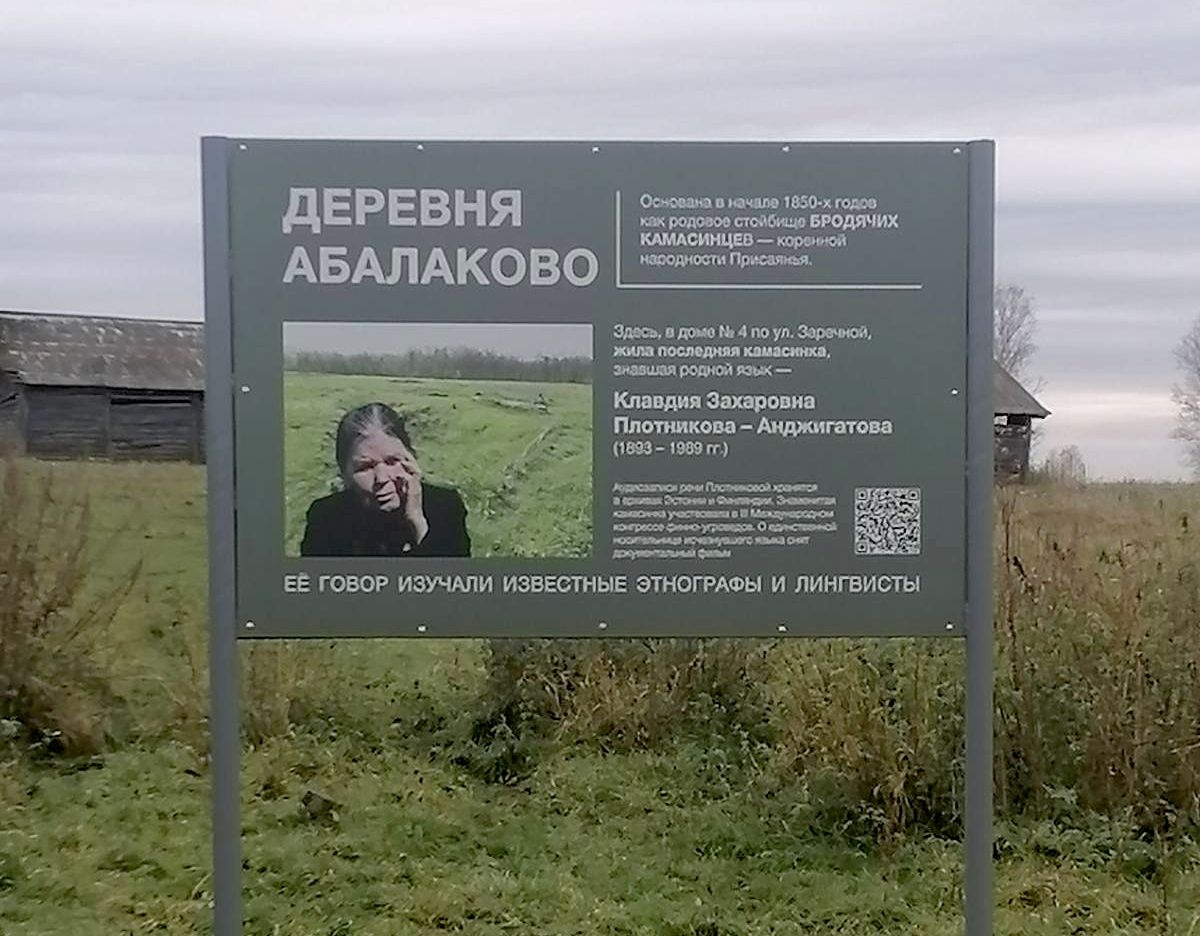
В память о знаменитой камасинке К.З. Плотниковой-Анджигатовой в д. Абалаково установлен информационный стенд

В октябре 2023 г. группой энтузиастов по инициативе председателя Малиновского сельсовета в память о знаменитой камасинке Клавдии Плотниковой в д. Абалаково был установлен информационный стенд.